# Golf von Gökova
Der Golf von Gökova (türkisch: Gökova Körfezi) liegt an der südlichen Ägäis. Am östlichen Ende des Golfs befindet sich der Ort Akyaka. Am Ausgang des Golfs liegt die griechische Insel Kos. Er erstreckt sich insgesamt über eine Länge von 100 km.
Die gesamte Küste des Golfs von Gökova gehört zur türkischen Provinz Muğla. Der Golf ist ein beliebtes Segelrevier.

## Naturschutzgebiet
Das Gebiet des Golfs von Gökova wurde am 12. Juni 1988 zum Naturschutzgebiet erklärt. Das Naturschutzgebiet umfasst die den Golf im Süden begrenzende langgestreckte dorische Halbinsel mit den Städten Datça und Marmaris sowie das östliche Ende des Golfes mit den Siedlungen Akyaka, Gökova, Akçapınar, Gökçe, Çamlı, Karacaköy and Çetibeli. Im Golf wurden Tintenfische und Hummer, im Norden Delphine beobachtet. An den Zuflüssen des Golfes sind Fischotter (Lutra lutra) zu finden. Der Amberbaum (Liquidambar orientalis) ist in dieser Gegend in der sonst seltenen Form von Wäldern zu finden.

## Geschichte
Auf der im Süden des Golfs gelegenen Insel Sedir (Zeder) sind Spuren römischer und griechischer Besiedlung zu finden. Auf dieser Insel liegt der Kleopatrastrand, über den es einige Sagen im Zusammenhang mit Kleopatra und Antonius gibt. In der Gegend um Muğla, für die früher der Name Kayra geläufig war, konnten ionische Siedlungen festgestellt werden. Die Dorer haben die beiden Städte Knidos und Halikarnassos, das heutige Bodrum, gegründet. Die Stadt Muğla wurde im 12. Jahrhundert von den Seldschuken erobert und ging im 15. Jahrhundert an die Fürsten Mentesche über. Ab dem 16. Jahrhundert gehörte sie zum Osmanischen Reich.
Zwischen 1986 und 2005 wurden rund um den Golf von Gökova, durch das Kabili-Observatorium der Universität Istanbul, sieben Erdbeben über Magnitude 5 nachgewiesen.